# بريان جليسون
بريان جليسون (بالإنجليزية: Brian Gleeson)‏ هو ممثل أيرلندي، ولد في 14 نوفمبر 1987 بدبلن في جمهورية أيرلندا. بدأ مشواره المهني سنة 2006.

## أعمال

### أفلام
- (2011) النسر[5][6]
- (2012) بياض الثلج والصياد[7]
- (2016) أساسنز كريد[8]
- (2017) أم![9]
- (2017) فانتوم ثريد
- (2019) هلبوي

## وصلات خارجية
- بريان جليسون على موقع IMDb (الإنجليزية)
- بريان جليسون على موقع ألو سيني (الفرنسية)
- بريان جليسون على موقع أول موفي (الإنجليزية)
- بريان جليسون على موقع قاعدة بيانات الأفلام السويدية (السويدية)
- بريان جليسون على موقع قاعدة بيانات الفيلم (الإنجليزية)
- بريان جليسون على موقع كينوبويسك (الروسية)